# Catherine J. Wu
Pour les articles homonymes, voir Wu.
 (octobre 2024).
 (octobre 2024).
La mise en forme du texte ne suit pas les recommandations de Wikipédia : il faut le « wikifier ».
Les points d'amélioration suivants sont les cas les plus fréquents. Le détail des points à revoir est peut-être précisé sur la page de discussion.
- Les titres sont pré-formatés par le logiciel. Ils ne sont ni en capitales, ni en gras.
- Le texte ne doit pas être écrit en capitales (les noms de famille non plus), ni en gras, ni en italique, ni en « petit »…
- Le gras n'est utilisé que pour surligner le titre de l'article dans l'introduction, une seule fois.
- L'italique est rarement utilisé : mots en langue étrangère, titres d'œuvres, noms de bateaux, etc.
- Les citations ne sont pas en italique mais en corps de texte normal. Elles sont entourées par des guillemets français : « et ».
- Les listes à puces sont à éviter, des paragraphes rédigés étant largement préférés. Les tableaux sont à réserver à la présentation de données structurées (résultats, etc.).
- Les appels de note de bas de page (petits chiffres en exposant, introduits par l'outil «  Source ») sont à placer entre la fin de phrase et le point final[comme ça].
- Les liens internes (vers d'autres articles de Wikipédia) sont à choisir avec parcimonie. Créez des liens vers des articles approfondissant le sujet. Les termes génériques sans rapport avec le sujet sont à éviter, ainsi que les répétitions de liens vers un même terme.
- Les liens externes sont à placer uniquement dans une section « Liens externes », à la fin de l'article. Ces liens sont à choisir avec parcimonie suivant les règles définies. Si un lien sert de source à l'article, son insertion dans le texte est à faire par les notes de bas de page.
- La présentation des références doit suivre les conventions bibliographiques. Il est recommandé d'utiliser les modèles {{Ouvrage}}, {{Chapitre}}, {{Article}}, {{Lien web}} et/ou {{Bibliographie}}. Le mode d'édition visuel peut mettre en forme automatiquement les références.
- Insérer une infobox (cadre d'informations à droite) n'est pas obligatoire pour parachever la mise en page.

Pour une aide détaillée, merci de consulter Aide:Wikification.
Si vous pensez que ces points ont été résolus, vous pouvez retirer ce bandeau et améliorer la mise en forme d'un autre article.
Catherine J. Wu est une médecin et scientifique américaine qui étudie l'oncologie. Elle est professeur de médecine et cheffe du département de transplantation de cellules souches et de thérapies cellulaires à l'Institut Dana-Farber (en) contre le cancer. Ses recherches portent sur des études longitudinales auprès de patients atteints de leucémie lymphoïde chronique (LLC).

## Jeunesse et éducation
Wu naît à New York, mais sa famille déménage à Setauket dans l'État de New York, alors qu'elle est à l'école primaire. En grandissant, elle fréquente le lycée Ward Melville (Ward Melville High School). Elle obtient sa licence ès sciences en Biochimie (mention Très Bien) à Harvard et son diplôme de Médecine à la faculté de médecine de Stanford. Après avoir obtenu son diplôme de médecine, Wu suit une formation en médecine interne au Brigham and Women's Hospital et fait son stage médical en oncologie et en hématologie à l'Institut Dana-Farber contre le cancer (Dana-Farber Cancer Institute).

## Carrière
En 2000, Wu rejoint la faculté Dana-Farber, et commence son propre programme de recherche en 2005.
En 2011, Wu reçoit une bourse de recherche innovante de Stand Up To Cancer pour son projet « Génétique et dissection fonctionnelle de la leucémie lymphoïde chronique ». Grâce à cette bourse, elle identifie des mutations dans le facteur d'épissage SF3B1 liés au développement de la leucémie lymphoïde chronique (LLC). L'année suivante, Wu continue de diriger des études sur l'hétérogénéité clonale et l'évolution clonale de la LLC et est élue à l'American Society for Clinical Investigation. Wu dirige ensuite une étude analysant le matériel génétique de la LLC et des tissus normaux de plus de 500 patients. Son équipe de recherche a identifié de nombreuses anomalies génétiques susceptibles de provoquer une leucémie, notamment les gènes RPS15 et IKZF3, qui n’avaient jamais été auparavant liés au cancer chez l'être humain.
En 2019, Wu poursuit ses recherches sur les patients atteints de leucémie lymphoïde chronique et dirige une étude de recherche en collaboration avec des scientifiques du Broad Institute, du Massachusetts General Hospital et de l'Université de Washington. Ils découvrent que les changements génétiques se produisant très tôt dans le développement de la leucémie lymphoïde chronique influencent directement le modèle de croissance que les cellules cancéreuses adoptent. À la suite de ses recherches, elle est élue membre de l’Académie nationale de médecine. Wu a dirige ensuite une étude qui révèle pourquoi certains patients deviennent résistants au Venclexta, un médicament contre la leucémie. Son équipe utilise des échantillons leucémiques antérieurs au traitement au vénétoclax et ont suivi leur résistance. Ils ont ensuite analysé les tissus à la recherche de différences génomiques dans les échantillons avant et après récidive. Les résultats de l’analyse étant insuffisants, ils ont procédé à un dépistage de perte de fonction à grande échelle pour voir l’effet sur d’autres gènes. Grâce à ce criblage, ils ont découvert que les cellules résistantes produisent trop de MCL1 (en). En utilisant une approche similaire, Wu étudie également la mise en œuvre de vaccins personnalisés contre le cancer  en identifiant les cibles néo-antigènes créées par la tumeur du patient. Cette action immunothérapeutique est applicable aux tumeurs malignes et solide du sang.
1. 1 2 3  Piana, « Oncology Researcher Catherine J. Wu, MD, Always Knew She Wanted to Be a Doctor », ascopost.com, 10 décembre 2018 (consulté le 20 novembre 2020)
2. ↑  « Catherine Wu, M.D. », broadinstitute.org, Broad Institute, 29 juin 2015 (consulté le 20 novembre 2020)
3. ↑  « STAND UP TO CANCER AWARDS NEXT ROUND OF INNOVATIVE RESEARCH GRANTS », standuptocancer.org, 4 avril 2011 (consulté le 21 novembre 2020)
4. ↑  « Massive DNA search uncovers new mutations driving blood cancer », dana-farber.org, 12 décembre 2011 (consulté le 21 novembre 2020)
5. ↑  « Catherine J. Wu, MD », the-asci.org (consulté le 21 novembre 2020)
6. ↑  « Study charts 'genomic biography' of form of leukemia », dana-farber.org, 14 octobre 2015 (consulté le 21 novembre 2020)
7. ↑  « Patterns of chronic lymphocytic leukemia growth identified », dana-farber.org, 29 mai 2019 (consulté le 21 novembre 2020)
8. ↑  « Dana–Farber Cancer Institute faculty elected to National Academy of Medicine », dana-farber.org, 21 octobre 2019 (consulté le 21 novembre 2020)
9. ↑  « Resistance to Targeted Leukemia Drug Lurks in Cells' "Powerhouse" », cancerhealth.com, Cancer Health, 6 décembre 2019 (consulté le 21 novembre 2020)
10. ↑  Ott, Hu, Keskin et Shukla, « An immunogenic personal neoantigen vaccine for patients with melanoma », Nature, vol. 547, no 7662,‎ 2017, p. 217–221 (PMID 28678778, PMCID 5577644, DOI 10.1038/nature22991, Bibcode 2017Natur.547..217O)